# Volta ao Algarve 2023
Volta ao Algarve 2023 var den 49:e upplagan av det portugisiska etapploppet Volta ao Algarve. Cykelloppets fem etapper kördes mellan den 15 och 19 februari 2023 med start i Portimão och målgång i Lagoa. Loppet var en del av UCI ProSeries 2023 och vanns av colombianska Daniel Martínez från cykelstallet Ineos Grenadiers.

## Deltagande lag
| WorldTeams (12)- Alpecin-Deceuninck - Arkéa-Samsic - Bora-Hansgrohe - EF Education-EasyPost - Groupama-FDJ - Ineos Grenadiers - Intermarché-Circus-Wanty - Jumbo-Visma - Soudal Quick-Step - Team DSM - Trek-Segafredo - UAE Team Emirates ProTeams (4)- Caja Rural-Seguros RGA - Human Powered Health - Tudor Pro Cycling Team - Uno-X Pro Cycling Team Kontinentala lag (9)- ABTF Betão-Feirense - AP Hotels & Resorts-Tavira-SC Farense - Aviludo-Louletano-Loulé Concelho - Credibom-La Alumínios-Marcos Car - Efapel Cycling - Glassdrive-Q8-Anicolor - Kelly-Simoldes-UDO - Rádio Popular-Paredes-Boavista - Tavfer-Ovos Matinados-Mortágua |
| |

## Etapper
| Etapp | Datum  | Start – mål                | type        | Distans (km) | Höjdskillnad (m) | Etappvinnare       | Totalledare        |
| ----- | ------ | -------------------------- | ----------- | ------------ | ---------------- | ------------------ | ------------------ |
| 1     | 15 feb | Portimão – Lagos           | Flack etapp | 200,2        | 2 301 m          | Alexander Kristoff | Alexander Kristoff |
| 2     | 16 feb | Sagres – Fóia              | Bergsetapp  | 186,3        | 3 411 m          | Magnus Cort        | Magnus Cort        |
| 3     | 17 feb | Faro – Tavira              | Flack etapp | 203,1        | 2 369 m          | Magnus Cort        | Magnus Cort        |
| 4     | 18 feb | Albufeira – Alto do Malhão |             | 177,9        | 3 203 m          | Tom Pidcock        | Tom Pidcock        |
| 5     | 19 feb | Lagoa – Lagoa              | Tempoetapp  | 24,4         | 308 m            | Stefan Küng        | Daniel Martínez    |

### 1:a etappen
| Portimão - Lagos | Flack etapp | (200,2 km) |

| \| Placeringar i etappen \| Placeringar i etappen \| Placeringar i etappen \| Placeringar i etappen \| Placeringar i etappen \| \| Cyklist \| Cyklist \| Lag \| Tid \| \| \| --------------------- \| --------------------- \| ---------------------- \| --------------------- \| --------------------- \| \| 1. \| Alexander Kristoff \| Uno-X Pro Cycling Team \| 4t 49' 25" \| \| \| 2. \| Jordi Meeus \| Bora-Hansgrohe \| + 0" \| \| \| 3. \| Søren Wærenskjold \| Uno-X Pro Cycling Team \| + 0" \| \| \| 4. \| Fabio Jakobsen \| Soudal Quick-Step \| + 0" \| \| \| 5. \| Pavel Bittner \| Team DSM \| + 0" \| \| \| 6. \| Paul Penhoët \| Groupama-FDJ \| + 0" \| \| \| 7. \| Natnael Tesfatsion \| Trek-Segafredo \| + 0" \| \| \| 8. \| Timo Kielich \| Alpecin-Deceuninck \| + 0" \| \| \| 9. \| Edward Theuns \| Trek-Segafredo \| + 0" \| \| \| 10. \| Tim van Dijke \| Jumbo-Visma \| + 0" \| \| |                    |                        |            |
| |                    |                        |            |
| Källa: ProCyclingStats |                    |                        |            |
| Placeringar i etappen |                    |                        |            |
| Cyklist | Cyklist            | Lag                    | Tid        |
| 1. | Alexander Kristoff | Uno-X Pro Cycling Team | 4t 49' 25" |
| 2. | Jordi Meeus        | Bora-Hansgrohe         | + 0"       |
| 3. | Søren Wærenskjold  | Uno-X Pro Cycling Team | + 0"       |
| 4. | Fabio Jakobsen     | Soudal Quick-Step      | + 0"       |
| 5. | Pavel Bittner      | Team DSM               | + 0"       |
| 6. | Paul Penhoët       | Groupama-FDJ           | + 0"       |
| 7. | Natnael Tesfatsion | Trek-Segafredo         | + 0"       |
| 8. | Timo Kielich       | Alpecin-Deceuninck     | + 0"       |
| 9. | Edward Theuns      | Trek-Segafredo         | + 0"       |
| 10. | Tim van Dijke      | Jumbo-Visma            | + 0"       |

| \| Totaltävlingen \| Totaltävlingen \| Totaltävlingen \| Totaltävlingen \| Totaltävlingen \| \| Cyklist \| Cyklist \| Lag \| Tid \| \| \| -------------- \| ------------------ \| ---------------------- \| -------------- \| -------------- \| \| 1. \| Alexander Kristoff \| Uno-X Pro Cycling Team \| 4t 49' 15" \| \| \| 2. \| Jordi Meeus \| Bora-Hansgrohe \| + 4" \| \| \| 3. \| Søren Wærenskjold \| Uno-X Pro Cycling Team \| + 6" \| \| \| 4. \| Fabio Jakobsen \| Soudal Quick-Step \| + 10" \| \| \| 5. \| Pavel Bittner \| Team DSM \| + 10" \| \| \| 6. \| Paul Penhoët \| Groupama-FDJ \| + 10" \| \| \| 7. \| Natnael Tesfatsion \| Trek-Segafredo \| + 10" \| \| \| 8. \| Timo Kielich \| Alpecin-Deceuninck \| + 10" \| \| \| 9. \| Edward Theuns \| Trek-Segafredo \| + 10" \| \| \| 10. \| Tim van Dijke \| Jumbo-Visma \| + 10" \| \| |                    |                        |            |
| |                    |                        |            |
| Källa: ProCyclingStats |                    |                        |            |
| Totaltävlingen |                    |                        |            |
| Cyklist | Cyklist            | Lag                    | Tid        |
| 1. | Alexander Kristoff | Uno-X Pro Cycling Team | 4t 49' 15" |
| 2. | Jordi Meeus        | Bora-Hansgrohe         | + 4"       |
| 3. | Søren Wærenskjold  | Uno-X Pro Cycling Team | + 6"       |
| 4. | Fabio Jakobsen     | Soudal Quick-Step      | + 10"      |
| 5. | Pavel Bittner      | Team DSM               | + 10"      |
| 6. | Paul Penhoët       | Groupama-FDJ           | + 10"      |
| 7. | Natnael Tesfatsion | Trek-Segafredo         | + 10"      |
| 8. | Timo Kielich       | Alpecin-Deceuninck     | + 10"      |
| 9. | Edward Theuns      | Trek-Segafredo         | + 10"      |
| 10. | Tim van Dijke      | Jumbo-Visma            | + 10"      |

### 2:a etappen
| Sagres - Fóia | Bergsetapp | (186,3 km) |

| \| Placeringar i etappen \| Placeringar i etappen \| Placeringar i etappen \| Placeringar i etappen \| Placeringar i etappen \| \| Cyklist \| Cyklist \| Lag \| Tid \| \| \| --------------------- \| --------------------- \| ------------------------ \| --------------------- \| --------------------- \| \| 1. \| Magnus Cort \| EF Education-EasyPost \| 5t 07' 05" \| \| \| 2. \| Ilan Van Wilder \| Soudal Quick-Step \| + 0" \| \| \| 3. \| Rui Costa \| Intermarché-Circus-Wanty \| + 0" \| \| \| 4. \| Valentin Madouas \| Groupama-FDJ \| + 0" \| \| \| 5. \| Jai Hindley \| Bora-Hansgrohe \| + 0" \| \| \| 6. \| Rune Herregodts \| Intermarché-Circus-Wanty \| + 2" \| \| \| 7. \| Nicola Conci \| Alpecin-Deceuninck \| + 2" \| \| \| 8. \| Tom Pidcock \| Ineos Grenadiers \| + 2" \| \| \| 9. \| Kevin Vermaerke \| Team DSM \| + 2" \| \| \| 10. \| Bauke Mollema \| Trek-Segafredo \| + 2" \| \| |                  |                          |            |
| |                  |                          |            |
| Källa: ProCyclingStats |                  |                          |            |
| Placeringar i etappen |                  |                          |            |
| Cyklist | Cyklist          | Lag                      | Tid        |
| 1. | Magnus Cort      | EF Education-EasyPost    | 5t 07' 05" |
| 2. | Ilan Van Wilder  | Soudal Quick-Step        | + 0"       |
| 3. | Rui Costa        | Intermarché-Circus-Wanty | + 0"       |
| 4. | Valentin Madouas | Groupama-FDJ             | + 0"       |
| 5. | Jai Hindley      | Bora-Hansgrohe           | + 0"       |
| 6. | Rune Herregodts  | Intermarché-Circus-Wanty | + 2"       |
| 7. | Nicola Conci     | Alpecin-Deceuninck       | + 2"       |
| 8. | Tom Pidcock      | Ineos Grenadiers         | + 2"       |
| 9. | Kevin Vermaerke  | Team DSM                 | + 2"       |
| 10. | Bauke Mollema    | Trek-Segafredo           | + 2"       |

| \| Totaltävlingen \| Totaltävlingen \| Totaltävlingen \| Totaltävlingen \| Totaltävlingen \| \| Cyklist \| Cyklist \| Lag \| Tid \| \| \| -------------- \| ---------------- \| ------------------------ \| -------------- \| -------------- \| \| 1. \| Magnus Cort \| EF Education-EasyPost \| 9t 56' 20" \| \| \| 2. \| Ilan Van Wilder \| Soudal Quick-Step \| + 4" \| \| \| 3. \| Rui Costa \| Intermarché-Circus-Wanty \| + 6" \| \| \| 4. \| Jai Hindley \| Bora-Hansgrohe \| + 10" \| \| \| 5. \| Valentin Madouas \| Groupama-FDJ \| + 10" \| \| \| 6. \| Tobias Foss \| Jumbo-Visma \| + 12" \| \| \| 7. \| Bauke Mollema \| Trek-Segafredo \| + 12" \| \| \| 8. \| Nicola Conci \| Alpecin-Deceuninck \| + 12" \| \| \| 9. \| João Almeida \| UAE Team Emirates \| + 12" \| \| \| 10. \| Sergio Higuita \| Bora-Hansgrohe \| + 12" \| \| |                  |                          |            |
| |                  |                          |            |
| Källa: ProCyclingStats |                  |                          |            |
| Totaltävlingen |                  |                          |            |
| Cyklist | Cyklist          | Lag                      | Tid        |
| 1. | Magnus Cort      | EF Education-EasyPost    | 9t 56' 20" |
| 2. | Ilan Van Wilder  | Soudal Quick-Step        | + 4"       |
| 3. | Rui Costa        | Intermarché-Circus-Wanty | + 6"       |
| 4. | Jai Hindley      | Bora-Hansgrohe           | + 10"      |
| 5. | Valentin Madouas | Groupama-FDJ             | + 10"      |
| 6. | Tobias Foss      | Jumbo-Visma              | + 12"      |
| 7. | Bauke Mollema    | Trek-Segafredo           | + 12"      |
| 8. | Nicola Conci     | Alpecin-Deceuninck       | + 12"      |
| 9. | João Almeida     | UAE Team Emirates        | + 12"      |
| 10. | Sergio Higuita   | Bora-Hansgrohe           | + 12"      |

### 3:e etappen
| Faro - Tavira | Flack etapp | (203,1 km) |

| \| Placeringar i etappen \| Placeringar i etappen \| Placeringar i etappen \| Placeringar i etappen \| Placeringar i etappen \| \| Cyklist \| Cyklist \| Lag \| Tid \| \| \| --------------------- \| --------------------- \| ------------------------ \| --------------------- \| --------------------- \| \| 1. \| Magnus Cort \| EF Education-EasyPost \| 5t 05' 14" \| \| \| 2. \| Filippo Ganna \| Ineos Grenadiers \| + 0" \| \| \| 3. \| Jordi Meeus \| Bora-Hansgrohe \| + 0" \| \| \| 4. \| Paul Penhoët \| Groupama-FDJ \| + 0" \| \| \| 5. \| Valentin Madouas \| Groupama-FDJ \| + 0" \| \| \| 6. \| Rui Oliveira \| UAE Team Emirates \| + 0" \| \| \| 7. \| Rui Costa \| Intermarché-Circus-Wanty \| + 0" \| \| \| 8. \| Tobias Foss \| Jumbo-Visma \| + 0" \| \| \| 9. \| Edward Theuns \| Trek-Segafredo \| + 0" \| \| \| 10. \| Lewis Askey \| Groupama-FDJ \| + 0" \| \| |                  |                          |            |
| |                  |                          |            |
| Källa: ProCyclingStats |                  |                          |            |
| Placeringar i etappen |                  |                          |            |
| Cyklist | Cyklist          | Lag                      | Tid        |
| 1. | Magnus Cort      | EF Education-EasyPost    | 5t 05' 14" |
| 2. | Filippo Ganna    | Ineos Grenadiers         | + 0"       |
| 3. | Jordi Meeus      | Bora-Hansgrohe           | + 0"       |
| 4. | Paul Penhoët     | Groupama-FDJ             | + 0"       |
| 5. | Valentin Madouas | Groupama-FDJ             | + 0"       |
| 6. | Rui Oliveira     | UAE Team Emirates        | + 0"       |
| 7. | Rui Costa        | Intermarché-Circus-Wanty | + 0"       |
| 8. | Tobias Foss      | Jumbo-Visma              | + 0"       |
| 9. | Edward Theuns    | Trek-Segafredo           | + 0"       |
| 10. | Lewis Askey      | Groupama-FDJ             | + 0"       |

| \| Totaltävlingen \| Totaltävlingen \| Totaltävlingen \| Totaltävlingen \| Totaltävlingen \| \| Cyklist \| Cyklist \| Lag \| Tid \| \| \| -------------- \| ---------------- \| ------------------------ \| -------------- \| -------------- \| \| 1. \| Magnus Cort \| EF Education-EasyPost \| 15t 01' 18" \| \| \| 2. \| Rui Costa \| Intermarché-Circus-Wanty \| + 18" \| \| \| 3. \| Ilan Van Wilder \| Soudal Quick-Step \| + 20" \| \| \| 4. \| Valentin Madouas \| Groupama-FDJ \| + 26" \| \| \| 5. \| Jai Hindley \| Bora-Hansgrohe \| + 26" \| \| \| 6. \| Tom Pidcock \| Ineos Grenadiers \| + 26" \| \| \| 7. \| Filippo Ganna \| Ineos Grenadiers \| + 27" \| \| \| 8. \| Tobias Foss \| Jumbo-Visma \| + 28" \| \| \| 9. \| Bauke Mollema \| Trek-Segafredo \| + 28" \| \| \| 10. \| João Almeida \| UAE Team Emirates \| + 28" \| \| |                  |                          |             |
| |                  |                          |             |
| Källa: ProCyclingStats |                  |                          |             |
| Totaltävlingen |                  |                          |             |
| Cyklist | Cyklist          | Lag                      | Tid         |
| 1. | Magnus Cort      | EF Education-EasyPost    | 15t 01' 18" |
| 2. | Rui Costa        | Intermarché-Circus-Wanty | + 18"       |
| 3. | Ilan Van Wilder  | Soudal Quick-Step        | + 20"       |
| 4. | Valentin Madouas | Groupama-FDJ             | + 26"       |
| 5. | Jai Hindley      | Bora-Hansgrohe           | + 26"       |
| 6. | Tom Pidcock      | Ineos Grenadiers         | + 26"       |
| 7. | Filippo Ganna    | Ineos Grenadiers         | + 27"       |
| 8. | Tobias Foss      | Jumbo-Visma              | + 28"       |
| 9. | Bauke Mollema    | Trek-Segafredo           | + 28"       |
| 10. | João Almeida     | UAE Team Emirates        | + 28"       |

### 4:e etappen
| Albufeira - Alto do Malhão |  | (177,9 km) |

| \| Placeringar i etappen \| Placeringar i etappen \| Placeringar i etappen \| Placeringar i etappen \| Placeringar i etappen \| \| Cyklist \| Cyklist \| Lag \| Tid \| \| \| --------------------- \| --------------------- \| --------------------- \| --------------------- \| --------------------- \| \| 1. \| Tom Pidcock \| Ineos Grenadiers \| 4t 28' 39" \| \| \| 2. \| João Almeida \| UAE Team Emirates \| + 1" \| \| \| 3. \| Ilan Van Wilder \| Soudal Quick-Step \| + 5" \| \| \| 4. \| Sergio Higuita \| Bora-Hansgrohe \| + 5" \| \| \| 5. \| Jai Hindley \| Bora-Hansgrohe \| + 11" \| \| \| 6. \| Daniel Martínez \| Ineos Grenadiers \| + 11" \| \| \| 7. \| Oscar Onley \| Team DSM \| + 14" \| \| \| 8. \| Bauke Mollema \| Trek-Segafredo \| + 20" \| \| \| 9. \| Tobias Foss \| Jumbo-Visma \| + 20" \| \| \| 10. \| Filippo Ganna \| Ineos Grenadiers \| + 20" \| \| |                 |                   |            |
| |                 |                   |            |
| Källa: ProCyclingStats |                 |                   |            |
| Placeringar i etappen |                 |                   |            |
| Cyklist | Cyklist         | Lag               | Tid        |
| 1. | Tom Pidcock     | Ineos Grenadiers  | 4t 28' 39" |
| 2. | João Almeida    | UAE Team Emirates | + 1"       |
| 3. | Ilan Van Wilder | Soudal Quick-Step | + 5"       |
| 4. | Sergio Higuita  | Bora-Hansgrohe    | + 5"       |
| 5. | Jai Hindley     | Bora-Hansgrohe    | + 11"      |
| 6. | Daniel Martínez | Ineos Grenadiers  | + 11"      |
| 7. | Oscar Onley     | Team DSM          | + 14"      |
| 8. | Bauke Mollema   | Trek-Segafredo    | + 20"      |
| 9. | Tobias Foss     | Jumbo-Visma       | + 20"      |
| 10. | Filippo Ganna   | Ineos Grenadiers  | + 20"      |

| \| Totaltävlingen \| Totaltävlingen \| Totaltävlingen \| Totaltävlingen \| Totaltävlingen \| \| Cyklist \| Cyklist \| Lag \| Tid \| \| \| -------------- \| --------------- \| ------------------------ \| -------------- \| -------------- \| \| 1. \| Tom Pidcock \| Ineos Grenadiers \| 19t 30' 13" \| \| \| 2. \| Ilan Van Wilder \| Soudal Quick-Step \| + 5" \| \| \| 3. \| João Almeida \| UAE Team Emirates \| + 7" \| \| \| 4. \| Sergio Higuita \| Bora-Hansgrohe \| + 17" \| \| \| 5. \| Jai Hindley \| Bora-Hansgrohe \| + 21" \| \| \| 6. \| Rui Costa \| Intermarché-Circus-Wanty \| + 22" \| \| \| 7. \| Daniel Martínez \| Ineos Grenadiers \| + 23" \| \| \| 8. \| Magnus Cort \| EF Education-EasyPost \| + 27" \| \| \| 9. \| Filippo Ganna \| Ineos Grenadiers \| + 31" \| \| \| 10. \| Tobias Foss \| Jumbo-Visma \| + 32" \| \| |                 |                          |             |
| |                 |                          |             |
| Källa: ProCyclingStats |                 |                          |             |
| Totaltävlingen |                 |                          |             |
| Cyklist | Cyklist         | Lag                      | Tid         |
| 1. | Tom Pidcock     | Ineos Grenadiers         | 19t 30' 13" |
| 2. | Ilan Van Wilder | Soudal Quick-Step        | + 5"        |
| 3. | João Almeida    | UAE Team Emirates        | + 7"        |
| 4. | Sergio Higuita  | Bora-Hansgrohe           | + 17"       |
| 5. | Jai Hindley     | Bora-Hansgrohe           | + 21"       |
| 6. | Rui Costa       | Intermarché-Circus-Wanty | + 22"       |
| 7. | Daniel Martínez | Ineos Grenadiers         | + 23"       |
| 8. | Magnus Cort     | EF Education-EasyPost    | + 27"       |
| 9. | Filippo Ganna   | Ineos Grenadiers         | + 31"       |
| 10. | Tobias Foss     | Jumbo-Visma              | + 32"       |

### 5:e etappen
| Lagoa - Lagoa | Tempoetapp | (24,4 km) |

| \| Placeringar i etappen \| Placeringar i etappen \| Placeringar i etappen \| Placeringar i etappen \| Placeringar i etappen \| \| Cyklist \| Cyklist \| Lag \| Tid \| \| \| --------------------- \| --------------------- \| ------------------------ \| --------------------- \| --------------------- \| \| 1. \| Stefan Küng \| Groupama-FDJ \| 29' 34" \| \| \| 2. \| Rémi Cavagna \| Soudal Quick-Step \| + 4" \| \| \| 3. \| Filippo Ganna \| Ineos Grenadiers \| + 10" \| \| \| 4. \| Daniel Martínez \| Ineos Grenadiers \| + 16" \| \| \| 5. \| Tobias Foss \| Jumbo-Visma \| + 29" \| \| \| 6. \| Thymen Arensman \| Ineos Grenadiers \| + 32" \| \| \| 7. \| Ilan Van Wilder \| Soudal Quick-Step \| + 49" \| \| \| 8. \| Bauke Mollema \| Trek-Segafredo \| + 56" \| \| \| 9. \| Nils Politt \| Bora-Hansgrohe \| + 1' 03" \| \| \| 10. \| Rune Herregodts \| Intermarché-Circus-Wanty \| + 1' 03" \| \| |                 |                          |          |
| |                 |                          |          |
| Källa: ProCyclingStats |                 |                          |          |
| Placeringar i etappen |                 |                          |          |
| Cyklist | Cyklist         | Lag                      | Tid      |
| 1. | Stefan Küng     | Groupama-FDJ             | 29' 34"  |
| 2. | Rémi Cavagna    | Soudal Quick-Step        | + 4"     |
| 3. | Filippo Ganna   | Ineos Grenadiers         | + 10"    |
| 4. | Daniel Martínez | Ineos Grenadiers         | + 16"    |
| 5. | Tobias Foss     | Jumbo-Visma              | + 29"    |
| 6. | Thymen Arensman | Ineos Grenadiers         | + 32"    |
| 7. | Ilan Van Wilder | Soudal Quick-Step        | + 49"    |
| 8. | Bauke Mollema   | Trek-Segafredo           | + 56"    |
| 9. | Nils Politt     | Bora-Hansgrohe           | + 1' 03" |
| 10. | Rune Herregodts | Intermarché-Circus-Wanty | + 1' 03" |

## Resultat

### Sammanlagt
| \| Totaltävlingen \| Totaltävlingen \| Totaltävlingen \| Totaltävlingen \| Totaltävlingen \| \| Cyklist \| Cyklist \| Lag \| Tid \| \| \| -------------- \| --------------- \| ------------------------ \| -------------- \| -------------- \| \| 1. \| Daniel Martínez \| Ineos Grenadiers \| 20t 00' 26" \| \| \| 2. \| Filippo Ganna \| Ineos Grenadiers \| + 2" \| \| \| 3. \| Ilan Van Wilder \| Soudal Quick-Step \| + 15" \| \| \| 4. \| Tobias Foss \| Jumbo-Visma \| + 22" \| \| \| 5. \| Stefan Küng \| Groupama-FDJ \| + 26" \| \| \| 6. \| João Almeida \| UAE Team Emirates \| + 40" \| \| \| 7. \| Tom Pidcock \| Ineos Grenadiers \| + 48" \| \| \| 8. \| Bauke Mollema \| Trek-Segafredo \| + 49" \| \| \| 9. \| Magnus Cort \| EF Education-EasyPost \| + 55" \| \| \| 10. \| Rui Costa \| Intermarché-Circus-Wanty \| + 1' 06" \| \| |                 |                          |             |
| |                 |                          |             |
| Källa: ProCyclingStats |                 |                          |             |
| Totaltävlingen |                 |                          |             |
| Cyklist | Cyklist         | Lag                      | Tid         |
| 1. | Daniel Martínez | Ineos Grenadiers         | 20t 00' 26" |
| 2. | Filippo Ganna   | Ineos Grenadiers         | + 2"        |
| 3. | Ilan Van Wilder | Soudal Quick-Step        | + 15"       |
| 4. | Tobias Foss     | Jumbo-Visma              | + 22"       |
| 5. | Stefan Küng     | Groupama-FDJ             | + 26"       |
| 6. | João Almeida    | UAE Team Emirates        | + 40"       |
| 7. | Tom Pidcock     | Ineos Grenadiers         | + 48"       |
| 8. | Bauke Mollema   | Trek-Segafredo           | + 49"       |
| 9. | Magnus Cort     | EF Education-EasyPost    | + 55"       |
| 10. | Rui Costa       | Intermarché-Circus-Wanty | + 1' 06"    |

### Övriga tävlingar
| Poängtävlingen | Poängtävlingen     | Poängtävlingen           | Poängtävlingen | Poängtävlingen |
| Cyklist        | Cyklist            | Lag                      | Poäng          |                |
| -------------- | ------------------ | ------------------------ | -------------- | -------------- |
| 1.             | Magnus Cort        | EF Education-EasyPost    | 46 poäng       |                |
| 2.             | Jordi Meeus        | Bora-Hansgrohe           | 36 poäng       |                |
| 3.             | Alexander Kristoff | Uno-X Pro Cycling Team   | 25 poäng       |                |
| 4.             | Ilan Van Wilder    | Soudal Quick-Step        | 22 poäng       |                |
| 5.             | Filippo Ganna      | Ineos Grenadiers         | 21 poäng       |                |
| 6.             | Paul Penhoët       | Groupama-FDJ             | 21 poäng       |                |
| 7.             | Rui Costa          | Intermarché-Circus-Wanty | 20 poäng       |                |
| 8.             | Tom Pidcock        | Ineos Grenadiers         | 14 poäng       |                |
| 9.             | Fabio Jakobsen     | Soudal Quick-Step        | 13 poäng       |                |
| 10.            | João Almeida       | UAE Team Emirates        | 12 poäng       |                |

| Poängtävlingen | Poängtävlingen     | Poängtävlingen           | Poängtävlingen | Poängtävlingen |
| Cyklist        | Cyklist            | Lag                      | Poäng          |                |
| -------------- | ------------------ | ------------------------ | -------------- | -------------- |
| 1.             | Magnus Cort        | EF Education-EasyPost    | 46 poäng       |                |
| 2.             | Jordi Meeus        | Bora-Hansgrohe           | 36 poäng       |                |
| 3.             | Alexander Kristoff | Uno-X Pro Cycling Team   | 25 poäng       |                |
| 4.             | Ilan Van Wilder    | Soudal Quick-Step        | 22 poäng       |                |
| 5.             | Filippo Ganna      | Ineos Grenadiers         | 21 poäng       |                |
| 6.             | Paul Penhoët       | Groupama-FDJ             | 21 poäng       |                |
| 7.             | Rui Costa          | Intermarché-Circus-Wanty | 20 poäng       |                |
| 8.             | Tom Pidcock        | Ineos Grenadiers         | 14 poäng       |                |
| 9.             | Fabio Jakobsen     | Soudal Quick-Step        | 13 poäng       |                |
| 10.            | João Almeida       | UAE Team Emirates        | 12 poäng       |                |

| Bergstävlingen | Bergstävlingen   | Bergstävlingen                        | Bergstävlingen | Bergstävlingen |
| Cyklist        | Cyklist          | Lag                                   | Poäng          |                |
| -------------- | ---------------- | ------------------------------------- | -------------- | -------------- |
| 1.             | Kasper Asgreen   | Soudal Quick-Step                     | 18 poäng       |                |
| 2.             | Ilan Van Wilder  | Soudal Quick-Step                     | 13 poäng       |                |
| 3.             | António Ferreira | Kelly-Simoldes-UDO                    | 12 poäng       |                |
| 4.             | Rafael Lourenço  | AP Hotels & Resorts-Tavira-SC Farense | 11 poäng       |                |
| 5.             | Magnus Cort      | EF Education-EasyPost                 | 10 poäng       |                |
| 6.             | Tom Pidcock      | Ineos Grenadiers                      | 6 poäng        |                |
| 7.             | Kobe Goossens    | Intermarché-Circus-Wanty              | 6 poäng        |                |
| 8.             | Rui Costa        | Intermarché-Circus-Wanty              | 6 poäng        |                |
| 9.             | Mathias Vacek    | Trek-Segafredo                        | 6 poäng        |                |
| 10.            | João Almeida     | UAE Team Emirates                     | 4 poäng        |                |

| Bergstävlingen | Bergstävlingen   | Bergstävlingen                        | Bergstävlingen | Bergstävlingen |
| Cyklist        | Cyklist          | Lag                                   | Poäng          |                |
| -------------- | ---------------- | ------------------------------------- | -------------- | -------------- |
| 1.             | Kasper Asgreen   | Soudal Quick-Step                     | 18 poäng       |                |
| 2.             | Ilan Van Wilder  | Soudal Quick-Step                     | 13 poäng       |                |
| 3.             | António Ferreira | Kelly-Simoldes-UDO                    | 12 poäng       |                |
| 4.             | Rafael Lourenço  | AP Hotels & Resorts-Tavira-SC Farense | 11 poäng       |                |
| 5.             | Magnus Cort      | EF Education-EasyPost                 | 10 poäng       |                |
| 6.             | Tom Pidcock      | Ineos Grenadiers                      | 6 poäng        |                |
| 7.             | Kobe Goossens    | Intermarché-Circus-Wanty              | 6 poäng        |                |
| 8.             | Rui Costa        | Intermarché-Circus-Wanty              | 6 poäng        |                |
| 9.             | Mathias Vacek    | Trek-Segafredo                        | 6 poäng        |                |
| 10.            | João Almeida     | UAE Team Emirates                     | 4 poäng        |                |

| Ungdomstävlingen | Ungdomstävlingen               | Ungdomstävlingen         | Ungdomstävlingen | Ungdomstävlingen |
| Cyklist          | Cyklist                        | Lag                      | Tid              |                  |
| ---------------- | ------------------------------ | ------------------------ | ---------------- | ---------------- |
| 1.               | Oscar Onley                    | Team DSM                 | 20t 01' 50"      |                  |
| 2.               | Frederik Wandahl               | Bora-Hansgrohe           | + 1' 17"         |                  |
| 3.               | Finn Fisher-Black              | UAE Team Emirates        | + 1' 44"         |                  |
| 4.               | Mathias Vacek                  | Trek-Segafredo           | + 23' 50"        |                  |
| 5.               | Paul Penhoët                   | Groupama-FDJ             | + 28' 54"        |                  |
| 6.               | Lewis Askey                    | Groupama-FDJ             | + 32' 06"        |                  |
| 7.               | Pavel Bittner                  | Team DSM                 | + 35' 00"        |                  |
| 8.               | Madis Mihkels                  | Intermarché-Circus-Wanty | + 36' 29"        |                  |
| 9.               | Roel Daan van Sintmaartensdijk | Circus-Re Uz-Technord    | + 40' 53"        |                  |
| 10.              | Pedro Silva                    | Glassdrive-Q8-Anicolor   | + 45' 22"        |                  |

| Ungdomstävlingen | Ungdomstävlingen               | Ungdomstävlingen         | Ungdomstävlingen | Ungdomstävlingen |
| Cyklist          | Cyklist                        | Lag                      | Tid              |                  |
| ---------------- | ------------------------------ | ------------------------ | ---------------- | ---------------- |
| 1.               | Oscar Onley                    | Team DSM                 | 20t 01' 50"      |                  |
| 2.               | Frederik Wandahl               | Bora-Hansgrohe           | + 1' 17"         |                  |
| 3.               | Finn Fisher-Black              | UAE Team Emirates        | + 1' 44"         |                  |
| 4.               | Mathias Vacek                  | Trek-Segafredo           | + 23' 50"        |                  |
| 5.               | Paul Penhoët                   | Groupama-FDJ             | + 28' 54"        |                  |
| 6.               | Lewis Askey                    | Groupama-FDJ             | + 32' 06"        |                  |
| 7.               | Pavel Bittner                  | Team DSM                 | + 35' 00"        |                  |
| 8.               | Madis Mihkels                  | Intermarché-Circus-Wanty | + 36' 29"        |                  |
| 9.               | Roel Daan van Sintmaartensdijk | Circus-Re Uz-Technord    | + 40' 53"        |                  |
| 10.              | Pedro Silva                    | Glassdrive-Q8-Anicolor   | + 45' 22"        |                  |

| Lagtävlingen | Lagtävlingen             | Lagtävlingen | Lagtävlingen |
| Lag          | Lag                      | Tid          |              |
| ------------ | ------------------------ | ------------ | ------------ |
| 1.           | Ineos Grenadiers         | 60t 01' 34"  |              |
| 2.           | Bora-Hansgrohe           | + 4' 31"     |              |
| 3.           | Intermarché-Circus-Wanty | + 8' 54"     |              |
| 4.           | EF Education-EasyPost    | + 9' 24"     |              |
| 5.           | Trek-Segafredo           | + 12' 49"    |              |
| 6.           | Arkéa-Samsic             | + 12' 50"    |              |
| 7.           | Soudal Quick-Step        | + 17' 01"    |              |
| 8.           | Alpecin-Deceuninck       | + 18' 29"    |              |
| 9.           | Groupama-FDJ             | + 21' 40"    |              |
| 10.          | UAE Team Emirates        | + 25' 06"    |              |

| Lagtävlingen | Lagtävlingen             | Lagtävlingen | Lagtävlingen |
| Lag          | Lag                      | Tid          |              |
| ------------ | ------------------------ | ------------ | ------------ |
| 1.           | Ineos Grenadiers         | 60t 01' 34"  |              |
| 2.           | Bora-Hansgrohe           | + 4' 31"     |              |
| 3.           | Intermarché-Circus-Wanty | + 8' 54"     |              |
| 4.           | EF Education-EasyPost    | + 9' 24"     |              |
| 5.           | Trek-Segafredo           | + 12' 49"    |              |
| 6.           | Arkéa-Samsic             | + 12' 50"    |              |
| 7.           | Soudal Quick-Step        | + 17' 01"    |              |
| 8.           | Alpecin-Deceuninck       | + 18' 29"    |              |
| 9.           | Groupama-FDJ             | + 21' 40"    |              |
| 10.          | UAE Team Emirates        | + 25' 06"    |              |

## Startlista
| Alpecin-Deceuninck ADC       | Alpecin-Deceuninck ADC  | Alpecin-Deceuninck ADC |
| ---------------------------- | ----------------------- | ---------------------- |
| #                            | Cyklist                 | Placering              |
| 1                            | Quinten Hermans (BEL)   | 42.                    |
| 2                            | Jimmy Janssens (BEL)    | 82.                    |
| 3                            | Kristian Sbaragli (ITA) | 49.                    |
| 4                            | Tobias Bayer (AUT)      | 112.                   |
| 5                            | Nicola Conci (ITA)      | 21.                    |
| 6                            | Xandro Meurisse (BEL)   | 35.                    |
| 7                            | Timo Kielich (BEL)      | 102.                   |
| Sportchef : Frederik Willems |                         |                        |

| Bora-Hansgrohe BOH     | Bora-Hansgrohe BOH           | Bora-Hansgrohe BOH |
| ---------------------- | ---------------------------- | ------------------ |
| #                      | Cyklist                      | Placering          |
| 11                     | Marco Haller (AUT)           | 60.                |
| 12                     | Sergio Higuita (COL)         | 11.                |
| 13                     | Jai Hindley (AUS)            | 13.                |
| 14                     | Jonas Koch (GER)             | 40.                |
| 15                     | Jordi Meeus (BEL)            | 117.               |
| 16                     | Nils Politt (GER) (landsväg) | 56.                |
| 17                     | Frederik Wandahl (DEN)       | 18.                |
| Sportchef : Jens Zemke |                              |                    |

| EF Education-EasyPost EFE      | EF Education-EasyPost EFE          | EF Education-EasyPost EFE |
| ------------------------------ | ---------------------------------- | ------------------------- |
| #                              | Cyklist                            | Placering                 |
| 21                             | Stefan Bissegger (SUI) (tempolopp) | 87.                       |
| 22                             | Magnus Cort (DEN)                  | 9.                        |
| 23                             | Owain Doull (GBR)                  | 58.                       |
| 24                             | Odd Christian Eiking (NOR)         | 26.                       |
| 25                             | Merhawi Kudus (ERI) (landsväg)     | 22.                       |
| 26                             | Mark Padun (UKR)                   | 92.                       |
| 27                             | Julius van den Berg (NED)          | DNS-5                     |
| Sportchef : Juan Manuel Gárate |                                    |                           |

| Groupama-FDJ GFC             | Groupama-FDJ GFC       | Groupama-FDJ GFC |
| ---------------------------- | ---------------------- | ---------------- |
| #                            | Cyklist                | Placering        |
| 31                           | Lewis Askey (GBR)      | 79.              |
| 32                           | Paul Penhoët (FRA)     | 70.              |
| 33                           | Stefan Küng (SUI)      | 5.               |
| 34                           | Olivier Le Gac (FRA)   | 55.              |
| 35                           | Valentin Madouas (FRA) | DNS-5            |
| 36                           | Miles Scotson (AUS)    | 71.              |
| 37                           | Jake Stewart (GBR)     | 69.              |
| Sportchef : Frédéric Guesdon |                        |                  |

| Ineos Grenadiers IGD       | Ineos Grenadiers IGD            | Ineos Grenadiers IGD |
| -------------------------- | ------------------------------- | -------------------- |
| #                          | Cyklist                         | Placering            |
| 41                         | Thymen Arensman (NED)           | 24.                  |
| 42                         | Jonathan Castroviejo (ESP)      | 25.                  |
| 43                         | Laurens De Plus (BEL)           | 31.                  |
| 44                         | Filippo Ganna (ITA) (tempolopp) | 2.                   |
| 45                         | Michał Kwiatkowski (POL)        | 46.                  |
| 46                         | Daniel Martínez (COL)           | 1.                   |
| 47                         | Tom Pidcock (GBR)               | 7.                   |
| Sportchef : Steve Cummings |                                 |                      |

| Intermarché-Circus-Wanty ICW | Intermarché-Circus-Wanty ICW         | Intermarché-Circus-Wanty ICW |
| ---------------------------- | ------------------------------------ | ---------------------------- |
| #                            | Cyklist                              | Placering                    |
| 51                           | Rui Costa (POR)                      | 10.                          |
| 52                           | Dries De Pooter (BEL)                | DNS-5                        |
| 53                           | Kobe Goossens (BEL)                  | 17.                          |
| 54                           | Rune Herregodts (BEL)                | 27.                          |
| 55                           | Madis Mihkels (EST)                  | 86.                          |
| 56                           | Roel Daan van Sintmaartensdijk (NED) | 95.                          |
| 57                           | Mike Teunissen (NED)                 | 51.                          |
| Sportchef : Dimitri Claeys   |                                      |                              |

| Jumbo-Visma TJV               | Jumbo-Visma TJV               | Jumbo-Visma TJV |
| ----------------------------- | ----------------------------- | --------------- |
| #                             | Cyklist                       | Placering       |
| 62                            | Tim van Dijke (NED)           | 54.             |
| 63                            | Tobias Foss (NOR) (tempolopp) | 4.              |
| 64                            | Owen Geleijn (NED)            | DNS-4           |
| 65                            | Gijs Leemreize (NED)          | DNF-1           |
| 66                            | Sam Oomen (NED)               | DNF-4           |
| 67                            | Milan Vader (NED)             | 33.             |
| Sportchef : Arthur Van Dongen |                               |                 |

| Soudal Quick-Step SOQ  | Soudal Quick-Step SOQ           | Soudal Quick-Step SOQ |
| ---------------------- | ------------------------------- | --------------------- |
| #                      | Cyklist                         | Placering             |
| 71                     | Kasper Asgreen (DEN)            | 73.                   |
| 72                     | Rémi Cavagna (FRA)              | 14.                   |
| 73                     | Tim Declercq (BEL)              | 89.                   |
| 74                     | Fabio Jakobsen (NED) (landsväg) | 115.                  |
| 75                     | Michael Mørkøv (DEN)            | 97.                   |
| 76                     | Casper Pedersen (DEN)           | 57.                   |
| 77                     | Ilan Van Wilder (BEL)           | 3.                    |
| Sportchef : Tom Steels |                                 |                       |

| Arkéa-Samsic ARK          | Arkéa-Samsic ARK         | Arkéa-Samsic ARK |
| ------------------------- | ------------------------ | ---------------- |
| #                         | Cyklist                  | Placering        |
| 81                        | Warren Barguil (FRA)     | 23.              |
| 82                        | Élie Gesbert (FRA)       | 30.              |
| 83                        | Thibault Guernalec (FRA) | 72.              |
| 84                        | Simon Guglielmi (FRA)    | 29.              |
| 85                        | Hugo Hofstetter (FRA)    | 66.              |
| 86                        | Łukasz Owsian (POL)      | DNF-5            |
| 87                        | Matis Louvel (FRA)       | 43.              |
| Sportchef : Arnaud Gérard |                          |                  |

| Team DSM DSM             | Team DSM DSM                  | Team DSM DSM |
| ------------------------ | ----------------------------- | ------------ |
| #                        | Cyklist                       | Placering    |
| 91                       | Pavel Bittner (CZE)           | 84.          |
| 92                       | John Degenkolb (GER)          | 75.          |
| 93                       | Nils Eekhoff (NED)            | 103.         |
| 94                       | Jonas Iversby Hvideberg (NOR) | DNF-2        |
| 95                       | Oscar Onley (GBR)             | 12.          |
| 96                       | Casper van Uden (NED)         | 114.         |
| 97                       | Kevin Vermaerke (USA)         | 16.          |
| Sportchef : Pim Ligthart |                               |              |

| Trek-Segafredo TFS          | Trek-Segafredo TFS              | Trek-Segafredo TFS |
| --------------------------- | ------------------------------- | ------------------ |
| #                           | Cyklist                         | Placering          |
| 101                         | Filippo Baroncini (ITA)         | 62.                |
| 102                         | Tony Gallopin (FRA)             | 36.                |
| 103                         | Bauke Mollema (NED) (tempolopp) | 8.                 |
| 104                         | Jacopo Mosca (ITA)              | 76.                |
| 105                         | Natnael Tesfatsion (ERI)        | 28.                |
| 106                         | Edward Theuns (BEL)             | 106.               |
| 107                         | Mathias Vacek (CZE)             | 61.                |
| Sportchef : Steven de Jongh |                                 |                    |

| UAE Team Emirates UAD         | UAE Team Emirates UAD         | UAE Team Emirates UAD |
| ----------------------------- | ----------------------------- | --------------------- |
| #                             | Cyklist                       | Placering             |
| 111                           | João Almeida (POR) (landsväg) | 6.                    |
| 112                           | Finn Fisher-Black (NZL)       | 20.                   |
| 113                           | Marc Hirschi (SUI)            | DNS-2                 |
| 114                           | Ivo Oliveira (POR)            | 52.                   |
| 115                           | Rui Oliveira (POR)            | 65.                   |
| 116                           | Matteo Trentin (ITA)          | 81.                   |
| Sportchef : Simone Pedrazzini |                               |                       |

| Caja Rural-Seguros RGA CJR                | Caja Rural-Seguros RGA CJR | Caja Rural-Seguros RGA CJR |
| ----------------------------------------- | -------------------------- | -------------------------- |
| #                                         | Cyklist                    | Placering                  |
| 121                                       | Sergio Martín (ESP)        | 48.                        |
| 122                                       | Eduard Prades (ESP)        | 45.                        |
| 123                                       | Michal Schlegel (CZE)      | 83.                        |
| 124                                       | Daniel Babor (CZE)         | 122.                       |
| 125                                       | Jon Barrenetxea (ESP)      | 38.                        |
| 126                                       | Iúri Leitão (POR)          | 123.                       |
| 127                                       | Yesid Pira (COL)           | DNS-2                      |
| Sportchef : José Miguel Fernández Reviejo |                            |                            |

| Human Powered Health HPM | Human Powered Health HPM       | Human Powered Health HPM |
| ------------------------ | ------------------------------ | ------------------------ |
| #                        | Cyklist                        | Placering                |
| 131                      | Charles-Étienne Chrétien (CAN) | 85.                      |
| 132                      | Kristian Aasvold (NOR)         | 53.                      |
| 133                      | Chad Haga (USA)                | 104.                     |
| 134                      | Gage Hecht (USA)               | 107.                     |
| 135                      | Matthew Gibson (GBR)           | 121.                     |
| 136                      | Gijs Van Hoecke (BEL)          | DNS-5                    |
| 137                      | Sasha Weemaes (BEL)            | DNS-5                    |
| Sportchef : Luuc Bugter  |                                |                          |

| Tudor Pro Cycling Team TUD | Tudor Pro Cycling Team TUD              | Tudor Pro Cycling Team TUD |
| -------------------------- | --------------------------------------- | -------------------------- |
| #                          | Cyklist                                 | Placering                  |
| 141                        | Tom Bohli (SUI)                         | 108.                       |
| 142                        | Aloïs Charrin (FRA)                     | 77.                        |
| 143                        | Alexander Kamp Egested (DEN) (landsväg) | 93.                        |
| 144                        | Petr Kelemen (CZE)                      | DNF-5                      |
| 145                        | Simon Pellaud (SUI)                     | 44.                        |
| 146                        | Sébastien Reichenbach (SUI)             | 19.                        |
| 147                        | Joel Suter (SUI) (tempolopp)            | DNS-2                      |
| Sportchef : Claudio Cozzi  |                                         |                            |

| Uno-X Pro Cycling Team UXT    | Uno-X Pro Cycling Team UXT            | Uno-X Pro Cycling Team UXT |
| ----------------------------- | ------------------------------------- | -------------------------- |
| #                             | Cyklist                               | Placering                  |
| 151                           | Alexander Kristoff (NOR)              | 91.                        |
| 152                           | Rasmus Fossum Tiller (NOR) (landsväg) | 74.                        |
| 153                           | Søren Wærenskjold (NOR)               | DNF-5                      |
| 154                           | Anders Skaarseth (NOR)                | 50.                        |
| 155                           | Tobias Halland Johannessen (NOR)      | DNS-3                      |
| 156                           | Anthon Charmig (DEN)                  | 15.                        |
| 157                           | Erik Nordsæter Resell (NOR)           | 68.                        |
| Sportchef : Kurt-Asle Arvesen |                                       |                            |

| ABTF Betão-Feirense CDF     | ABTF Betão-Feirense CDF | ABTF Betão-Feirense CDF |
| --------------------------- | ----------------------- | ----------------------- |
| #                           | Cyklist                 | Placering               |
| 161                         | Barry Miller (USA)      | DNS-2                   |
| 162                         | Ivo Pinheiro (POR)      | 90.                     |
| 163                         | Santiago Mesa (COL)     | 127.                    |
| 164                         | Afonso Eulálio (POR)    | 105.                    |
| 165                         | Fábio Oliveira (POR)    | 116.                    |
| 166                         | Francisco Moreira (POR) | 130.                    |
| 167                         | Pedro Andrade (POR)     | 131.                    |
| Sportchef : Joaquim Andrade |                         |                         |

| AP Hotels & Resorts-Tavira-SC Farense ATF | AP Hotels & Resorts-Tavira-SC Farense ATF | AP Hotels & Resorts-Tavira-SC Farense ATF |
| ----------------------------------------- | ----------------------------------------- | ----------------------------------------- |
| #                                         | Cyklist                                   | Placering                                 |
| 171                                       | Rúben Simão (POR)                         | 96.                                       |
| 172                                       | Diogo Barbosa (POR)                       | 124.                                      |
| 173                                       | Samuel Blanco (ESP)                       | 113.                                      |
| 174                                       | Rafael Lourenço (POR)                     | 94.                                       |
| 175                                       | Valter Pereira (POR)                      | OTL-5                                     |
| 176                                       | Venceslau Fernandes (POR)                 | 118.                                      |
| 177                                       | Carlos Salgueiro (POR)                    | DNF-4                                     |
| Sportchef : Vidal Fitas                   |                                           |                                           |

| Aviludo-Louletano-Loulé Concelho AVL | Aviludo-Louletano-Loulé Concelho AVL | Aviludo-Louletano-Loulé Concelho AVL |
| ------------------------------------ | ------------------------------------ | ------------------------------------ |
| #                                    | Cyklist                              | Placering                            |
| 181                                  | Nuno Meireles (POR)                  | OTL-5                                |
| 182                                  | Daniel Viegas (POR)                  | OTL-5                                |
| 183                                  | Jesús del Pino (ESP)                 | 109.                                 |
| 184                                  | Tomás Contte (ARG)                   | 119.                                 |
| 185                                  | Carlos Oyarzún (CHI)                 | 64.                                  |
| 186                                  | César Martingil (POR)                | 133.                                 |
| 187                                  | Nahuel D'Aquila (ARG)                | DNF-1                                |
| Sportchef : Américo Silva            |                                      |                                      |

| Credibom-LA Alumínios-Marcos Car LAA | Credibom-LA Alumínios-Marcos Car LAA | Credibom-LA Alumínios-Marcos Car LAA |
| ------------------------------------ | ------------------------------------ | ------------------------------------ |
| #                                    | Cyklist                              | Placering                            |
| 191                                  | André Ramalho (POR)                  | DNS-2                                |
| 192                                  | Gonçalo Leaça (POR)                  | 125.                                 |
| 193                                  | Rodrigo Caixas (POR)                 | 100.                                 |
| 194                                  | João Macedo (POR)                    | OTL-5                                |
| 195                                  | Diogo Narciso (POR)                  | 126.                                 |
| 196                                  | Daniel Dias (POR)                    | DNS-3                                |
| 197                                  | João Medeiros (POR)                  | 99.                                  |
| Sportchef : Hernâni Brôco            |                                      |                                      |

| Efapel Cycling EFL       | Efapel Cycling EFL      | Efapel Cycling EFL |
| ------------------------ | ----------------------- | ------------------ |
| #                        | Cyklist                 | Placering          |
| 201                      | Joaquim Silva (POR)     | 32.                |
| 202                      | Tiago Antunes (POR)     | 47.                |
| 203                      | Henrique Casimiro (POR) | 41.                |
| 204                      | Emanuel Duarte (POR)    | 67.                |
| 205                      | Gaspar Gonçalves (POR)  | DNF-4              |
| 206                      | Alexander Grigoriev     | DNS-5              |
| 207                      | Rafael Silva (POR)      | 80.                |
| Sportchef : José Azevedo |                         |                    |

| Glassdrive-Q8-Anicolor GCT | Glassdrive-Q8-Anicolor GCT | Glassdrive-Q8-Anicolor GCT |
| -------------------------- | -------------------------- | -------------------------- |
| #                          | Cyklist                    | Placering                  |
| 211                        | Frederico Figueiredo (POR) | DNS-2                      |
| 212                        | Sergio García (ESP)        | 59.                        |
| 213                        | Pedro Silva (POR)          | 101.                       |
| 214                        | Fabio Costa (POR)          | 134.                       |
| 215                        | Luís Mendonça (POR)        | DNF-2                      |
| 216                        | Artem Nych                 | 37.                        |
| 217                        | Mauricio Moreira (URU)     | DNF-3                      |

| Kelly-Simoldes-UDO KSU     | Kelly-Simoldes-UDO KSU  | Kelly-Simoldes-UDO KSU |
| -------------------------- | ----------------------- | ---------------------- |
| #                          | Cyklist                 | Placering              |
| 221                        | Luís Gomes (POR)        | 39.                    |
| 222                        | Afonso Silva (POR)      | 78.                    |
| 223                        | Adrián Bustamante (COL) | 34.                    |
| 224                        | António Ferreira (POR)  | 135.                   |
| 225                        | Hélder Gonçalves (POR)  | 98.                    |
| 226                        | José Sousa (POR)        | 110.                   |
| 227                        | Noah Campos (POR)       | 132.                   |
| Sportchef : Manuel Correia |                         |                        |

| Rádio Popular-Paredes-Boavista RPB | Rádio Popular-Paredes-Boavista RPB | Rádio Popular-Paredes-Boavista RPB |
| ---------------------------------- | ---------------------------------- | ---------------------------------- |
| #                                  | Cyklist                            | Placering                          |
| 231                                | César Fonte (POR)                  | 63.                                |
| 232                                | Luís Felipe Fernandes (POR)        | 111.                               |
| 233                                | Hugo Nunes (POR)                   | 88.                                |
| 234                                | Guillermo García Janeiro (ESP)     | OTL-5                              |
| 235                                | Vicente Hernaiz (ESP)              | OTL-5                              |
| 236                                | Tiago Leal (POR)                   | DNS-3                              |
| 237                                | Pedro Miguel Lopes (POR)           | DNF-4                              |

| Tavfer-Ovos Matinados-Mortágua TAV | Tavfer-Ovos Matinados-Mortágua TAV | Tavfer-Ovos Matinados-Mortágua TAV |
| ---------------------------------- | ---------------------------------- | ---------------------------------- |
| #                                  | Cyklist                            | Placering                          |
| 241                                | Gonçalo Carvalho (POR)             | OTL-5                              |
| 242                                | António Barbio (POR)               | DNF-4                              |
| 243                                | Gonçalo Amado (POR)                | 128.                               |
| 244                                | João Matias (POR)                  | DNS-4                              |
| 245                                | Leangel Linarez (VEN)              | 120.                               |
| 246                                | Francisco Morais (POR)             | 129.                               |
| 247                                | Nicolás Sáenz (COL)                | OTL-5                              |
| Sportchef : Gustavo César Veloso   |                                    |                                    |

| Alpecin-Deceuninck ADC       | Alpecin-Deceuninck ADC  | Alpecin-Deceuninck ADC |
| ---------------------------- | ----------------------- | ---------------------- |
| #                            | Cyklist                 | Placering              |
| 1                            | Quinten Hermans (BEL)   | 42.                    |
| 2                            | Jimmy Janssens (BEL)    | 82.                    |
| 3                            | Kristian Sbaragli (ITA) | 49.                    |
| 4                            | Tobias Bayer (AUT)      | 112.                   |
| 5                            | Nicola Conci (ITA)      | 21.                    |
| 6                            | Xandro Meurisse (BEL)   | 35.                    |
| 7                            | Timo Kielich (BEL)      | 102.                   |
| Sportchef : Frederik Willems |                         |                        |

| Bora-Hansgrohe BOH     | Bora-Hansgrohe BOH           | Bora-Hansgrohe BOH |
| ---------------------- | ---------------------------- | ------------------ |
| #                      | Cyklist                      | Placering          |
| 11                     | Marco Haller (AUT)           | 60.                |
| 12                     | Sergio Higuita (COL)         | 11.                |
| 13                     | Jai Hindley (AUS)            | 13.                |
| 14                     | Jonas Koch (GER)             | 40.                |
| 15                     | Jordi Meeus (BEL)            | 117.               |
| 16                     | Nils Politt (GER) (landsväg) | 56.                |
| 17                     | Frederik Wandahl (DEN)       | 18.                |
| Sportchef : Jens Zemke |                              |                    |

| EF Education-EasyPost EFE      | EF Education-EasyPost EFE          | EF Education-EasyPost EFE |
| ------------------------------ | ---------------------------------- | ------------------------- |
| #                              | Cyklist                            | Placering                 |
| 21                             | Stefan Bissegger (SUI) (tempolopp) | 87.                       |
| 22                             | Magnus Cort (DEN)                  | 9.                        |
| 23                             | Owain Doull (GBR)                  | 58.                       |
| 24                             | Odd Christian Eiking (NOR)         | 26.                       |
| 25                             | Merhawi Kudus (ERI) (landsväg)     | 22.                       |
| 26                             | Mark Padun (UKR)                   | 92.                       |
| 27                             | Julius van den Berg (NED)          | DNS-5                     |
| Sportchef : Juan Manuel Gárate |                                    |                           |

| Groupama-FDJ GFC             | Groupama-FDJ GFC       | Groupama-FDJ GFC |
| ---------------------------- | ---------------------- | ---------------- |
| #                            | Cyklist                | Placering        |
| 31                           | Lewis Askey (GBR)      | 79.              |
| 32                           | Paul Penhoët (FRA)     | 70.              |
| 33                           | Stefan Küng (SUI)      | 5.               |
| 34                           | Olivier Le Gac (FRA)   | 55.              |
| 35                           | Valentin Madouas (FRA) | DNS-5            |
| 36                           | Miles Scotson (AUS)    | 71.              |
| 37                           | Jake Stewart (GBR)     | 69.              |
| Sportchef : Frédéric Guesdon |                        |                  |

| Ineos Grenadiers IGD       | Ineos Grenadiers IGD            | Ineos Grenadiers IGD |
| -------------------------- | ------------------------------- | -------------------- |
| #                          | Cyklist                         | Placering            |
| 41                         | Thymen Arensman (NED)           | 24.                  |
| 42                         | Jonathan Castroviejo (ESP)      | 25.                  |
| 43                         | Laurens De Plus (BEL)           | 31.                  |
| 44                         | Filippo Ganna (ITA) (tempolopp) | 2.                   |
| 45                         | Michał Kwiatkowski (POL)        | 46.                  |
| 46                         | Daniel Martínez (COL)           | 1.                   |
| 47                         | Tom Pidcock (GBR)               | 7.                   |
| Sportchef : Steve Cummings |                                 |                      |

| Intermarché-Circus-Wanty ICW | Intermarché-Circus-Wanty ICW         | Intermarché-Circus-Wanty ICW |
| ---------------------------- | ------------------------------------ | ---------------------------- |
| #                            | Cyklist                              | Placering                    |
| 51                           | Rui Costa (POR)                      | 10.                          |
| 52                           | Dries De Pooter (BEL)                | DNS-5                        |
| 53                           | Kobe Goossens (BEL)                  | 17.                          |
| 54                           | Rune Herregodts (BEL)                | 27.                          |
| 55                           | Madis Mihkels (EST)                  | 86.                          |
| 56                           | Roel Daan van Sintmaartensdijk (NED) | 95.                          |
| 57                           | Mike Teunissen (NED)                 | 51.                          |
| Sportchef : Dimitri Claeys   |                                      |                              |

| Jumbo-Visma TJV               | Jumbo-Visma TJV               | Jumbo-Visma TJV |
| ----------------------------- | ----------------------------- | --------------- |
| #                             | Cyklist                       | Placering       |
| 62                            | Tim van Dijke (NED)           | 54.             |
| 63                            | Tobias Foss (NOR) (tempolopp) | 4.              |
| 64                            | Owen Geleijn (NED)            | DNS-4           |
| 65                            | Gijs Leemreize (NED)          | DNF-1           |
| 66                            | Sam Oomen (NED)               | DNF-4           |
| 67                            | Milan Vader (NED)             | 33.             |
| Sportchef : Arthur Van Dongen |                               |                 |

| Soudal Quick-Step SOQ  | Soudal Quick-Step SOQ           | Soudal Quick-Step SOQ |
| ---------------------- | ------------------------------- | --------------------- |
| #                      | Cyklist                         | Placering             |
| 71                     | Kasper Asgreen (DEN)            | 73.                   |
| 72                     | Rémi Cavagna (FRA)              | 14.                   |
| 73                     | Tim Declercq (BEL)              | 89.                   |
| 74                     | Fabio Jakobsen (NED) (landsväg) | 115.                  |
| 75                     | Michael Mørkøv (DEN)            | 97.                   |
| 76                     | Casper Pedersen (DEN)           | 57.                   |
| 77                     | Ilan Van Wilder (BEL)           | 3.                    |
| Sportchef : Tom Steels |                                 |                       |

| Arkéa-Samsic ARK          | Arkéa-Samsic ARK         | Arkéa-Samsic ARK |
| ------------------------- | ------------------------ | ---------------- |
| #                         | Cyklist                  | Placering        |
| 81                        | Warren Barguil (FRA)     | 23.              |
| 82                        | Élie Gesbert (FRA)       | 30.              |
| 83                        | Thibault Guernalec (FRA) | 72.              |
| 84                        | Simon Guglielmi (FRA)    | 29.              |
| 85                        | Hugo Hofstetter (FRA)    | 66.              |
| 86                        | Łukasz Owsian (POL)      | DNF-5            |
| 87                        | Matis Louvel (FRA)       | 43.              |
| Sportchef : Arnaud Gérard |                          |                  |

| Team DSM DSM             | Team DSM DSM                  | Team DSM DSM |
| ------------------------ | ----------------------------- | ------------ |
| #                        | Cyklist                       | Placering    |
| 91                       | Pavel Bittner (CZE)           | 84.          |
| 92                       | John Degenkolb (GER)          | 75.          |
| 93                       | Nils Eekhoff (NED)            | 103.         |
| 94                       | Jonas Iversby Hvideberg (NOR) | DNF-2        |
| 95                       | Oscar Onley (GBR)             | 12.          |
| 96                       | Casper van Uden (NED)         | 114.         |
| 97                       | Kevin Vermaerke (USA)         | 16.          |
| Sportchef : Pim Ligthart |                               |              |

| Trek-Segafredo TFS          | Trek-Segafredo TFS              | Trek-Segafredo TFS |
| --------------------------- | ------------------------------- | ------------------ |
| #                           | Cyklist                         | Placering          |
| 101                         | Filippo Baroncini (ITA)         | 62.                |
| 102                         | Tony Gallopin (FRA)             | 36.                |
| 103                         | Bauke Mollema (NED) (tempolopp) | 8.                 |
| 104                         | Jacopo Mosca (ITA)              | 76.                |
| 105                         | Natnael Tesfatsion (ERI)        | 28.                |
| 106                         | Edward Theuns (BEL)             | 106.               |
| 107                         | Mathias Vacek (CZE)             | 61.                |
| Sportchef : Steven de Jongh |                                 |                    |

| UAE Team Emirates UAD         | UAE Team Emirates UAD         | UAE Team Emirates UAD |
| ----------------------------- | ----------------------------- | --------------------- |
| #                             | Cyklist                       | Placering             |
| 111                           | João Almeida (POR) (landsväg) | 6.                    |
| 112                           | Finn Fisher-Black (NZL)       | 20.                   |
| 113                           | Marc Hirschi (SUI)            | DNS-2                 |
| 114                           | Ivo Oliveira (POR)            | 52.                   |
| 115                           | Rui Oliveira (POR)            | 65.                   |
| 116                           | Matteo Trentin (ITA)          | 81.                   |
| Sportchef : Simone Pedrazzini |                               |                       |

| Caja Rural-Seguros RGA CJR                | Caja Rural-Seguros RGA CJR | Caja Rural-Seguros RGA CJR |
| ----------------------------------------- | -------------------------- | -------------------------- |
| #                                         | Cyklist                    | Placering                  |
| 121                                       | Sergio Martín (ESP)        | 48.                        |
| 122                                       | Eduard Prades (ESP)        | 45.                        |
| 123                                       | Michal Schlegel (CZE)      | 83.                        |
| 124                                       | Daniel Babor (CZE)         | 122.                       |
| 125                                       | Jon Barrenetxea (ESP)      | 38.                        |
| 126                                       | Iúri Leitão (POR)          | 123.                       |
| 127                                       | Yesid Pira (COL)           | DNS-2                      |
| Sportchef : José Miguel Fernández Reviejo |                            |                            |

| Human Powered Health HPM | Human Powered Health HPM       | Human Powered Health HPM |
| ------------------------ | ------------------------------ | ------------------------ |
| #                        | Cyklist                        | Placering                |
| 131                      | Charles-Étienne Chrétien (CAN) | 85.                      |
| 132                      | Kristian Aasvold (NOR)         | 53.                      |
| 133                      | Chad Haga (USA)                | 104.                     |
| 134                      | Gage Hecht (USA)               | 107.                     |
| 135                      | Matthew Gibson (GBR)           | 121.                     |
| 136                      | Gijs Van Hoecke (BEL)          | DNS-5                    |
| 137                      | Sasha Weemaes (BEL)            | DNS-5                    |
| Sportchef : Luuc Bugter  |                                |                          |

| Tudor Pro Cycling Team TUD | Tudor Pro Cycling Team TUD              | Tudor Pro Cycling Team TUD |
| -------------------------- | --------------------------------------- | -------------------------- |
| #                          | Cyklist                                 | Placering                  |
| 141                        | Tom Bohli (SUI)                         | 108.                       |
| 142                        | Aloïs Charrin (FRA)                     | 77.                        |
| 143                        | Alexander Kamp Egested (DEN) (landsväg) | 93.                        |
| 144                        | Petr Kelemen (CZE)                      | DNF-5                      |
| 145                        | Simon Pellaud (SUI)                     | 44.                        |
| 146                        | Sébastien Reichenbach (SUI)             | 19.                        |
| 147                        | Joel Suter (SUI) (tempolopp)            | DNS-2                      |
| Sportchef : Claudio Cozzi  |                                         |                            |

| Uno-X Pro Cycling Team UXT    | Uno-X Pro Cycling Team UXT            | Uno-X Pro Cycling Team UXT |
| ----------------------------- | ------------------------------------- | -------------------------- |
| #                             | Cyklist                               | Placering                  |
| 151                           | Alexander Kristoff (NOR)              | 91.                        |
| 152                           | Rasmus Fossum Tiller (NOR) (landsväg) | 74.                        |
| 153                           | Søren Wærenskjold (NOR)               | DNF-5                      |
| 154                           | Anders Skaarseth (NOR)                | 50.                        |
| 155                           | Tobias Halland Johannessen (NOR)      | DNS-3                      |
| 156                           | Anthon Charmig (DEN)                  | 15.                        |
| 157                           | Erik Nordsæter Resell (NOR)           | 68.                        |
| Sportchef : Kurt-Asle Arvesen |                                       |                            |

| ABTF Betão-Feirense CDF     | ABTF Betão-Feirense CDF | ABTF Betão-Feirense CDF |
| --------------------------- | ----------------------- | ----------------------- |
| #                           | Cyklist                 | Placering               |
| 161                         | Barry Miller (USA)      | DNS-2                   |
| 162                         | Ivo Pinheiro (POR)      | 90.                     |
| 163                         | Santiago Mesa (COL)     | 127.                    |
| 164                         | Afonso Eulálio (POR)    | 105.                    |
| 165                         | Fábio Oliveira (POR)    | 116.                    |
| 166                         | Francisco Moreira (POR) | 130.                    |
| 167                         | Pedro Andrade (POR)     | 131.                    |
| Sportchef : Joaquim Andrade |                         |                         |

| AP Hotels & Resorts-Tavira-SC Farense ATF | AP Hotels & Resorts-Tavira-SC Farense ATF | AP Hotels & Resorts-Tavira-SC Farense ATF |
| ----------------------------------------- | ----------------------------------------- | ----------------------------------------- |
| #                                         | Cyklist                                   | Placering                                 |
| 171                                       | Rúben Simão (POR)                         | 96.                                       |
| 172                                       | Diogo Barbosa (POR)                       | 124.                                      |
| 173                                       | Samuel Blanco (ESP)                       | 113.                                      |
| 174                                       | Rafael Lourenço (POR)                     | 94.                                       |
| 175                                       | Valter Pereira (POR)                      | OTL-5                                     |
| 176                                       | Venceslau Fernandes (POR)                 | 118.                                      |
| 177                                       | Carlos Salgueiro (POR)                    | DNF-4                                     |
| Sportchef : Vidal Fitas                   |                                           |                                           |

| Aviludo-Louletano-Loulé Concelho AVL | Aviludo-Louletano-Loulé Concelho AVL | Aviludo-Louletano-Loulé Concelho AVL |
| ------------------------------------ | ------------------------------------ | ------------------------------------ |
| #                                    | Cyklist                              | Placering                            |
| 181                                  | Nuno Meireles (POR)                  | OTL-5                                |
| 182                                  | Daniel Viegas (POR)                  | OTL-5                                |
| 183                                  | Jesús del Pino (ESP)                 | 109.                                 |
| 184                                  | Tomás Contte (ARG)                   | 119.                                 |
| 185                                  | Carlos Oyarzún (CHI)                 | 64.                                  |
| 186                                  | César Martingil (POR)                | 133.                                 |
| 187                                  | Nahuel D'Aquila (ARG)                | DNF-1                                |
| Sportchef : Américo Silva            |                                      |                                      |

| Credibom-LA Alumínios-Marcos Car LAA | Credibom-LA Alumínios-Marcos Car LAA | Credibom-LA Alumínios-Marcos Car LAA |
| ------------------------------------ | ------------------------------------ | ------------------------------------ |
| #                                    | Cyklist                              | Placering                            |
| 191                                  | André Ramalho (POR)                  | DNS-2                                |
| 192                                  | Gonçalo Leaça (POR)                  | 125.                                 |
| 193                                  | Rodrigo Caixas (POR)                 | 100.                                 |
| 194                                  | João Macedo (POR)                    | OTL-5                                |
| 195                                  | Diogo Narciso (POR)                  | 126.                                 |
| 196                                  | Daniel Dias (POR)                    | DNS-3                                |
| 197                                  | João Medeiros (POR)                  | 99.                                  |
| Sportchef : Hernâni Brôco            |                                      |                                      |

| Efapel Cycling EFL       | Efapel Cycling EFL      | Efapel Cycling EFL |
| ------------------------ | ----------------------- | ------------------ |
| #                        | Cyklist                 | Placering          |
| 201                      | Joaquim Silva (POR)     | 32.                |
| 202                      | Tiago Antunes (POR)     | 47.                |
| 203                      | Henrique Casimiro (POR) | 41.                |
| 204                      | Emanuel Duarte (POR)    | 67.                |
| 205                      | Gaspar Gonçalves (POR)  | DNF-4              |
| 206                      | Alexander Grigoriev     | DNS-5              |
| 207                      | Rafael Silva (POR)      | 80.                |
| Sportchef : José Azevedo |                         |                    |

| Glassdrive-Q8-Anicolor GCT | Glassdrive-Q8-Anicolor GCT | Glassdrive-Q8-Anicolor GCT |
| -------------------------- | -------------------------- | -------------------------- |
| #                          | Cyklist                    | Placering                  |
| 211                        | Frederico Figueiredo (POR) | DNS-2                      |
| 212                        | Sergio García (ESP)        | 59.                        |
| 213                        | Pedro Silva (POR)          | 101.                       |
| 214                        | Fabio Costa (POR)          | 134.                       |
| 215                        | Luís Mendonça (POR)        | DNF-2                      |
| 216                        | Artem Nych                 | 37.                        |
| 217                        | Mauricio Moreira (URU)     | DNF-3                      |

| Kelly-Simoldes-UDO KSU     | Kelly-Simoldes-UDO KSU  | Kelly-Simoldes-UDO KSU |
| -------------------------- | ----------------------- | ---------------------- |
| #                          | Cyklist                 | Placering              |
| 221                        | Luís Gomes (POR)        | 39.                    |
| 222                        | Afonso Silva (POR)      | 78.                    |
| 223                        | Adrián Bustamante (COL) | 34.                    |
| 224                        | António Ferreira (POR)  | 135.                   |
| 225                        | Hélder Gonçalves (POR)  | 98.                    |
| 226                        | José Sousa (POR)        | 110.                   |
| 227                        | Noah Campos (POR)       | 132.                   |
| Sportchef : Manuel Correia |                         |                        |

| Rádio Popular-Paredes-Boavista RPB | Rádio Popular-Paredes-Boavista RPB | Rádio Popular-Paredes-Boavista RPB |
| ---------------------------------- | ---------------------------------- | ---------------------------------- |
| #                                  | Cyklist                            | Placering                          |
| 231                                | César Fonte (POR)                  | 63.                                |
| 232                                | Luís Felipe Fernandes (POR)        | 111.                               |
| 233                                | Hugo Nunes (POR)                   | 88.                                |
| 234                                | Guillermo García Janeiro (ESP)     | OTL-5                              |
| 235                                | Vicente Hernaiz (ESP)              | OTL-5                              |
| 236                                | Tiago Leal (POR)                   | DNS-3                              |
| 237                                | Pedro Miguel Lopes (POR)           | DNF-4                              |

| Tavfer-Ovos Matinados-Mortágua TAV | Tavfer-Ovos Matinados-Mortágua TAV | Tavfer-Ovos Matinados-Mortágua TAV |
| ---------------------------------- | ---------------------------------- | ---------------------------------- |
| #                                  | Cyklist                            | Placering                          |
| 241                                | Gonçalo Carvalho (POR)             | OTL-5                              |
| 242                                | António Barbio (POR)               | DNF-4                              |
| 243                                | Gonçalo Amado (POR)                | 128.                               |
| 244                                | João Matias (POR)                  | DNS-4                              |
| 245                                | Leangel Linarez (VEN)              | 120.                               |
| 246                                | Francisco Morais (POR)             | 129.                               |
| 247                                | Nicolás Sáenz (COL)                | OTL-5                              |
| Sportchef : Gustavo César Veloso   |                                    |                                    |

Förklaringar
DNF = Fullföljde inte, OTL = Utanför tidsgränsen, DNS = Startade inte, DSQ = Diskvalificerad